# Артур Дейл Трендал
Артур Дейл Трендал (англ. Arthur Dale Trendall, 28 березня 1909, Окленд — 13 листопада 1995, Мельбурн) — австралійський історик мистецтва і археолог класики.

## Життєпис
Артур Дейл Трендал народився у Новій Зеландії.
Освіту здобув в університеті Отаго (1926—1929 роки) та Кембриджському університеті (1931—1933). Співпрацював із Сіднейським університетом та Австралійським національним університетом. Мав посаду віце-канцлера і магістра університетського будинку останньої установи.
Роботи Артура Дейла Трендала з ідентифікації окремих давньогрецьких вазописців апулійської школи були оцінені кількома науковими преміями та званням папського лицарства.

## Праці
- (англ.)Paestan Pottery. A Study of the Red-Figured Vases of Paestum (London 1936)
- (нім.)Frühitaliotische Vasen. Bilder griechischer Vasen 12 (Leipzig 1938)
- (італ.)Vasi antichi dipinti del Vaticano. Vasi italioti ed etruschi a figure rosse (Città del Vaticano 1953)
- (англ.)Phlyax vases. 2. ed. (London 1967) (University of London. Institute of Classical Studies. Bulletin supplements, 19)
- (англ.)The red-figured vases of Lucania, Campania and Sicily [2 Bde.] (Oxford 1967)
- (англ.)mit T. B. L. Webster: Illustrations of Greek drama (London 1971)
- (англ.)Early South Italian vase-painting. Revised 1973 (Mainz 1974)
- (англ.)The red-figured vases of Apulia, 1. Early and Middle Apulian (Oxford 1978)
- (англ.)The red-figured vases of Apulia, 2. Late Apulian. Indexes (Oxford 1982)
- (англ.)The red-figured vases of Lucania, Campania and Sicily. Third supplement. Consolidated (London 1983) (University of London. Institute of Classical Studies. Bulletin supplements, 41)
- (англ.)mit Alexander Cambitoglou: First supplement to the red-figured vases of Apulia (London 1983) (University of London. Institute of Classical Studies. Bulletin supplements, 42)
- (англ.)mit Ian McPhee: Greek red-figured fish-plates (Basel 1987) (Antike Kunst. Beihefte, 14)
- (англ.)The red-figured vases of Paestum (Rom 1987)
- (англ.)Red figure vases of South Italy and Sicily. A handbook. London, Thames and Hudson 1989 = Rotfigurige Vasen aus Unteritalien und Sizilien. Ein Handbuch. Mainz, Zabern 1991. ISBN 3-8053-1111-7
- (англ.)mit Ian McPhee: Addenda to «Greek red-figured fish-plates». In: Antike Kunst 33 (1990) 31-51
- (англ.)mit Alexander Cambitoglou: Second supplement to the red-figured vases of Apulia, 1-3 (London 1991-92) (University of London. Institute of Classical Studies. Bulletin supplements, 60)

### Оцінка робіт
- (англ.)Alexander Cambitoglou (Hrsg.): Studies in honour of Arthur Dale Trendall (Sydney 1979)
- (англ.)Arthur Dale Trendall. Bibliography 1934—1987. In: Greek colonists and native populations. Proceedings of the First Australian Congress of Classical Archaeology, Sydney 9 — 14 July 1985 (Canberra 1990) 649—655.
- (англ.)The Times (London), 4. Dezember 1995
- (нім.)John Richard Green, Ian McPhee: «Kein Wort von ihnen, schau und geh vorüber». Zum Tod von Arthur Dale Trendall. In: Antike Welt 27 (1996) 67-68.
- (фр.)Henri Metzger: Arthur Dale Trendall, 1909—1995. In: Revue archéologique 1996, 411—413.
- (італ.)L. Cozza Luzi: Arthur Dale Trendall, 1909—1995. In: Atti della Pontificia academia romana di Archeologia. Rendiconti 70 (1997—1998) 321—322.

## Нагороди
- у 1960 р. — Орден Святого Михайла і Святого Георгія 3 ступеня[9];
- у 1961 р. — Орден «За заслуги перед Італійською Республікою»[10];
- у 1976 р. — Орден Австралії[11];
- у 1983 р. — Медаль Кеньона[en][12].